# Coquitlam Challenger 1987
Il Coquitlam Challenger 1987 è stato un torneo di tennis facente parte della categoria ATP Challenger Series nell'ambito dell'ATP Challenger Series 1987. Il torneo si è giocato a Coquitlam in Canada dal 28 settembre al 4 ottobre 1987 su campi in cemento.

## Vincitori

### Singolare
Stephane Bonneau ha battuto in finale  Doug Burke con il punteggio di 6–1, 0–6, 6–4

### Doppio
Grant Connell /  Glenn Michibata hanno battuto in finale  Juan Ríos /  Roger Smith con il punteggio di 7–6, 5–7, 6–4